# Classe Type 22
Le fregate lanciamissili Type 22 o Broadsword sono unità navali che hanno costituito la principale innovazione della Marina inglese negli anni ottanta, che servirono insieme ai cacciatorpediniere Type 42 rinnovando la linea di navi da combattimento e potenziando le capacità di combattimento notevolmente, ma non senza limiti e problemi di un certo livello.

## Progetto
Il progetto delle navi Type 22 venne redatto per poter far fronte alle nuove esigenze militari. L'evoluzione della minaccia e delle filosofie di impiego richiese un successore delle vecchie ma efficienti fregate Leander, che erano mezzi versatili ma scarsamente adatti alle nuove esigenze operative, con un accrescimento delle dotazioni elettroniche ed elicotteristiche.
Il progetto partì comunque da quello delle Type 12 Leander, ed in effetti la cosa può in un certo senso stupire perché cronologicamente le navi più recenti erano le Type 21 Amazon. Ma le Type 22 non derivarono da queste, ma per l'appunto dalle Leander, come si nota soprattutto dalla forma dello scafo. La nave risultante, circa il 50% più pesante, era maggiormente idonea per sostenere alte velocità senza troppa influenza da parte delle condizioni di mare avverse.

## Struttura
Lo scafo ha una struttura massiccia con una prua assai piccola e aguzza, con un ponte di coperta, a prua, limitato dalla presenza della tuga, che sorregge con un'altezza di un ponte le sovrastrutture tra l'avanti della plancia, dove vi è il lanciatore del missile Sea Wolf e l'hangar poppiero. La plancia è larga e bassa, con un albero sistemato posteriormente, massiccio, che sostiene il radar principale combinato di scoperta aerea e di superficie, con un'antenna cilindrica posta in maniera orizzontale, un po' come un grande radar di navigazione dei tipi che si vedono sui traghetti civili.
Posteriormente vi è un'altra struttura, con antenne di comunicazioni satellitari a capolino, un grande fumaiolo, massiccio e basso, un altro albero piuttosto grande e alto, ma senza radar, solo con antenne radio e di altro tipo. Molto separato da questo albero vi è l'hangar per due elicotteri e il lanciatore missilistico Sea Wolf posteriore. Infine vi è il ponte di volo.

## Propulsione
L'apparato motore è una generazione posteriore rispetto a quello delle navi Type 12. Le vecchie turbine a ingranaggi, alimentate da caldaie ad alta pressione, sono state sostituite da quattro turbine a gas della Rolls-Royce: due potenti Olympus per le andature ad alta potenza e due Tyne per una maggiore economia nella navigazione di crociera. Gli scarichi dell'apparato motore sfogano in unico fumaiolo con una canna di maggiore diametro e una di minore apertura che convogliano i gas dei due gruppi turbine che sono a loro volta divisi in due assi, con una turbina di ciascun tipo. Le turbine non possono essere azionate in simultanea, ma solo in alternativa in configurazione COGOG, Combined Gas Or Gas. Tale configurazione rende più semplice i gruppi di trasmissione, ma non permette di sfruttare in simultanea i motori per ottenere la massima velocità possibile. Solo le ultime cinque unità sono state dotate di un apparato motore in configurazione COGAG con le quattro turbine azionabili in contemporanea.

## Armamento
I sistemi d'arma scelti sono stati fondamentali per determinare le dimensioni della nave. Le Type 22 erano prevalentemente destinate alla lotta antisommergibile. I sottomarini sovietici a cui si voleva dare la caccia non erano solo armati di siluri, ma anche di missili antinave, talvolta di tipo lanciabile in immersione e con profilo di attacco a pelo d'acqua. Per contrastare queste armi non vi era nell'arsenale inglese degli anni sessanta alcun tipo di armamento navale e così venne sviluppato un modello di missile antiaereo, estremamente preciso e capace di ingaggi a pelo d'acqua, con un tempo di reazione di pochi secondi. A partire dal 1964 venne sviluppato il Sea Wolf, missile destinato a sostituire il Sea Cat. Il missile era pesante 114 kg, 14 dei quali erano per la testata bellica esplosiva a frammentazione. Sebbene questo missile fosse di per sé piuttosto piccolo, e non vi fossero sistemi di ricarica complessi perché ci si affidava a soli carrelli a mano collegati con gli elevatori sottostanti, la realizzazione nel suo complesso, costituita da lanciamissili sestuplo, radar di tiro e magazzino per 30 missili, richiedeva un volume non indifferente. Portarne due, per avere con 60 missili di riserva ed una protezione a giro d'orizzonte, era talmente impegnativo per la nave della stazza di una fregata superiore a quella dei cacciatorpediniere Type 42 con missili Sea Dart a medio raggio. Il Sea Wolf era un missile con un raggio di circa 5 km e tangenza massima di circa 3 km e quindi costituiva un'arma di sola autodifesa per la nave e non offriva nessuna copertura contro minacce ad alta o a media quota.

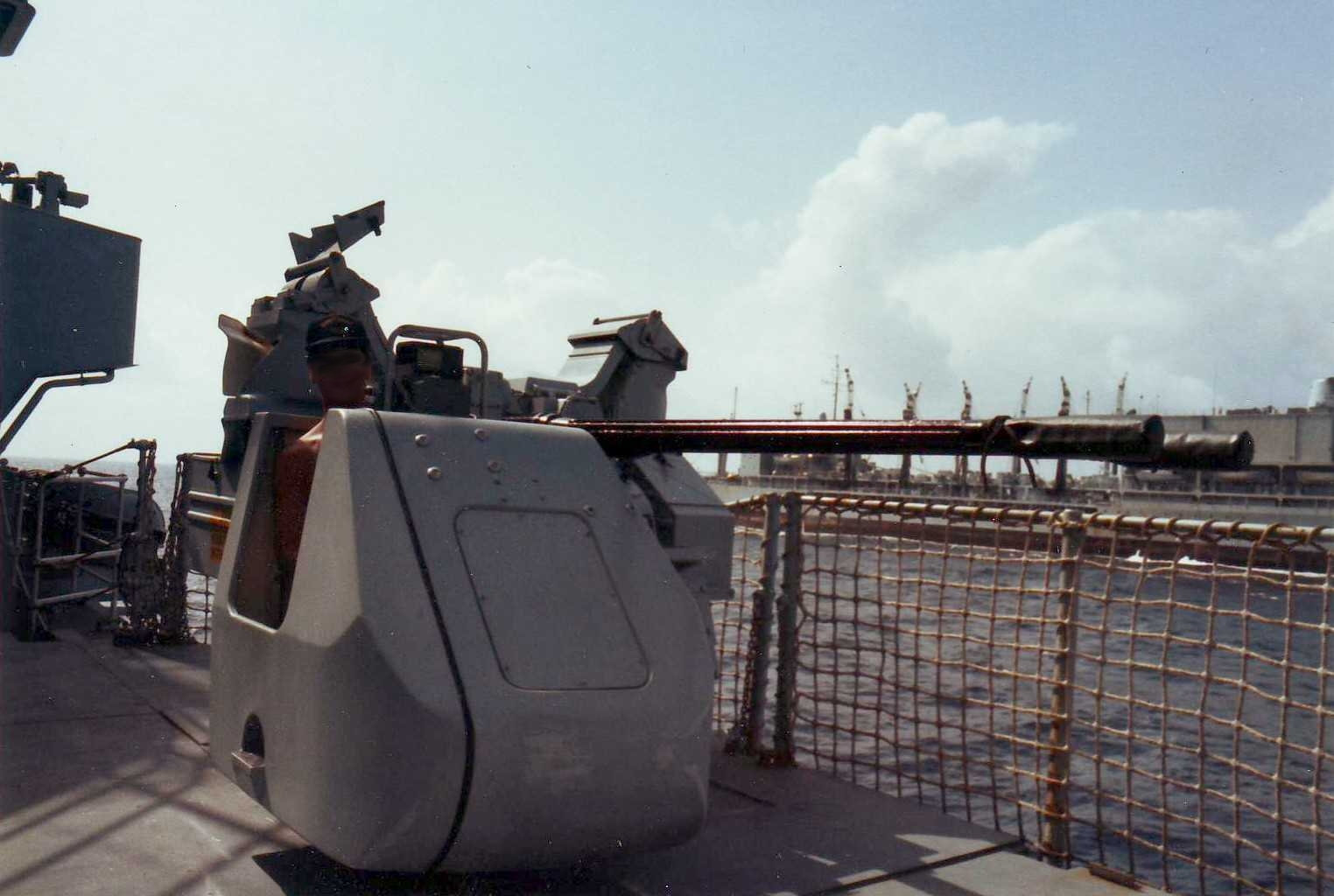
Cannone binato da 30mm

La classe Type 22 era risultata un progetto troppo grande e costoso e la nave non presentava alcun elemento di rilievo. Nonostante la grossa mole la nave aveva un solo radar di scoperta aerea e di superficie, senza un apparato di scoperta di superficie e aerea a bassa quota dedicato e da usare in caso di guasti o disturbi. Per la lotta antisommergibile vi era la possibilità di ospitare un paio di elicotteri Lynx e due impianti tripli di lanciasiluri antisommergibile, che almeno all'inizio non erano presenti in due delle navi del primo lotto armati di siluri Stingray e successivamente Mk 46. Gli elicotteri potevano essere armati di quattro missili antinave Sea Skua, o due siluri Stingray antisommergibile o due cariche di profondità Mk 11. L'armamento artiglieresco iniziale era costituito da due cannoni Bofors da 40mm/L70 e due mitragliere da 20mm/85. Nelle unità del secondo lotto i cannoni Bofors sono stati sostituiti da quattro cannoni Oerlikon/BMARC da 30mm/75 in due impianti binati. Per il combattimento ASuW le navi erano armate di missili antinave Exocet MM38.
Complessivamente le Type 22, almeno per quanto riguarda le unità del primo lotto , erano navi piuttosto disarmate per il loro ruolo. Le Type 22 potevano inseguire in condizioni di mare grosso i sottomarini nucleari, ma oltre a non poter raggiungere i battelli più veloci, erano influenzate dalle condizioni del tempo, in quanto in cattive condizioni meteorologiche il sonar a scafo aveva delle difficoltà nel rilevamento dei sommergibili. Nelle unità del secondo lotto si rimediò a questo inconveniente con la presenza di un sonar a profondità variabile Type 2031(Z) che non ebbe mai modo di essere installato sulle unità del primo lotto dove per motivi tecnici non vi era la possibilità di ospitare tale sensore.
Le unità del terzo lotto ebbero un incremento dell'armamento sia artiglieresco sia missilistico. A prua venne installato un cannone Vickers 114mm/55, per la difesa antiaerea di punto in sostituzione delle mitragliere da 20mm/85 è stato installato un CIWS Goalkeeper e i missili Exocet sostituiti da otto missili Harpoon in due lanciatori quadrupli. Le Type 22 con le unità del terzo lotto ebbero un'evoluzione da unità antisommergibile a unità multiruolo.

## Servizio
Le prime quattro navi, Broadsword (F88), Battleaxe (F89), Brilliant (F90) e Brazen (F91) sono note come Batch 1 (lotto 1) e sono state poco più che prototipi. Il tipo aveva le potenzialità dimensionali per essere migliorate con sistemi nuovi, se solo avessero avuto una valida riprogettazione, cosa avvenuta con il Batch 2.

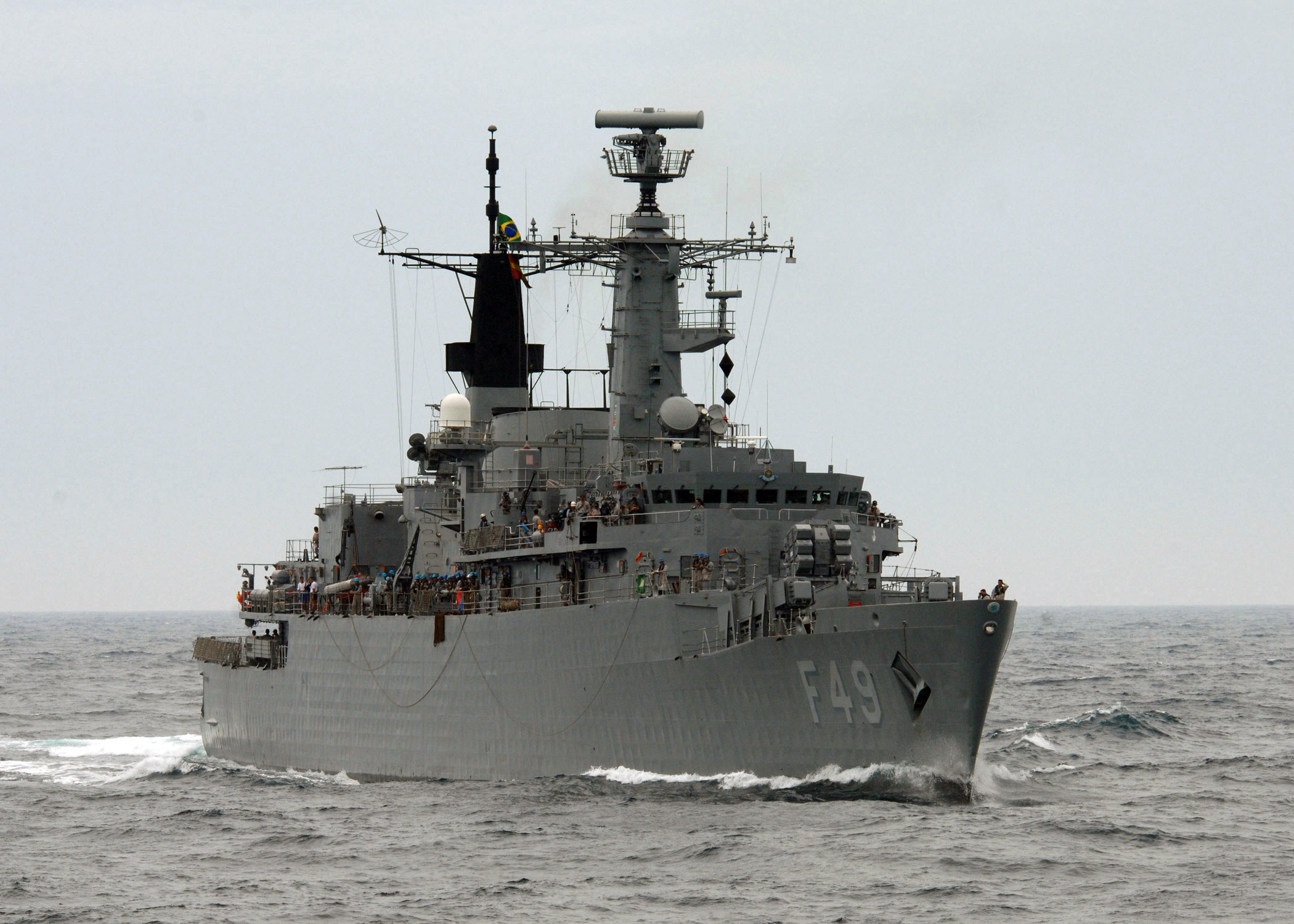
La fregata brasiliana Rademaker ex HMS Battleaxe della Royal Navy

Le sei navi del Batch 2 ordinate negli anni successivi, Boxer (F92), Beaver (F93), Brave (F94), London (F95), Sheffield (F96) e Coventry (F98) hanno avuto come principale miglioramento la possibilità di rimorchiare il sonar filabile di cui non si era potuto disporre l'installazione nel primo lotto. Questa modifica, apparentemente di poco conto, è in realtà fondamentale per riuscire ad assicurare la localizzazione dei sottomarini, specie se assai silenziosi e in cattive condizioni meteo, che nei mari settentrionali sono tali da mettere fuori uso i sonar a scafo per circa la metà del tempo, per non parlare delle difficoltà di far operare gli elicotteri in molte situazioni pratiche.
A partire dalla Brave il sistema motore è passato alla configurazione COGAG, con le quattro le turbine azionabili in contemporanea, cosa confermata sulle unità del Batch 3. Le turbine della configurazione COGAG sono 2 Spey SM1A e 2 Tyne RM1A sempre della Rolls-Royce. Inoltre sulla Brave e su tutte le unità Batch 3 sono stati previsti hangar e ponte di volo sufficientemente grandi per un elicottero Sea King o EH-101.
Le due navi che hanno chiuso il secondo lotto sono state ribattezzate per perpetuare il nome dei due cacciatorpediniere Type 42 tragicamente perduti nella Guerra delle Falklands, dove esse presero parte con la Broadsword e la Brilliant. La seconda ebbe il maggiore successo, quando i suoi Sea Wolf abbatterono due Douglas A-4 Skyhawk argentini attaccanti e un terzo, per evitare il missile a pelo d'acqua, cadde in mare. Il cacciabombardiere superstite si allontanò in fretta, ma subito vennero sotto altri 4 aerei dello stesso tipo, che stavolta non vennero ingaggiati a causa di un guasto del computer di tiro, che trasformò una potenziale strage di aerei argentini in un sofferto pari. I due aerei che attaccarono la Brilliant la mancarono di poco, gli altri 2 colpirono il cacciatorpediniere Glasgow trapassandolo con una bomba e causandone pertanto la ritirata dal teatro operativo.

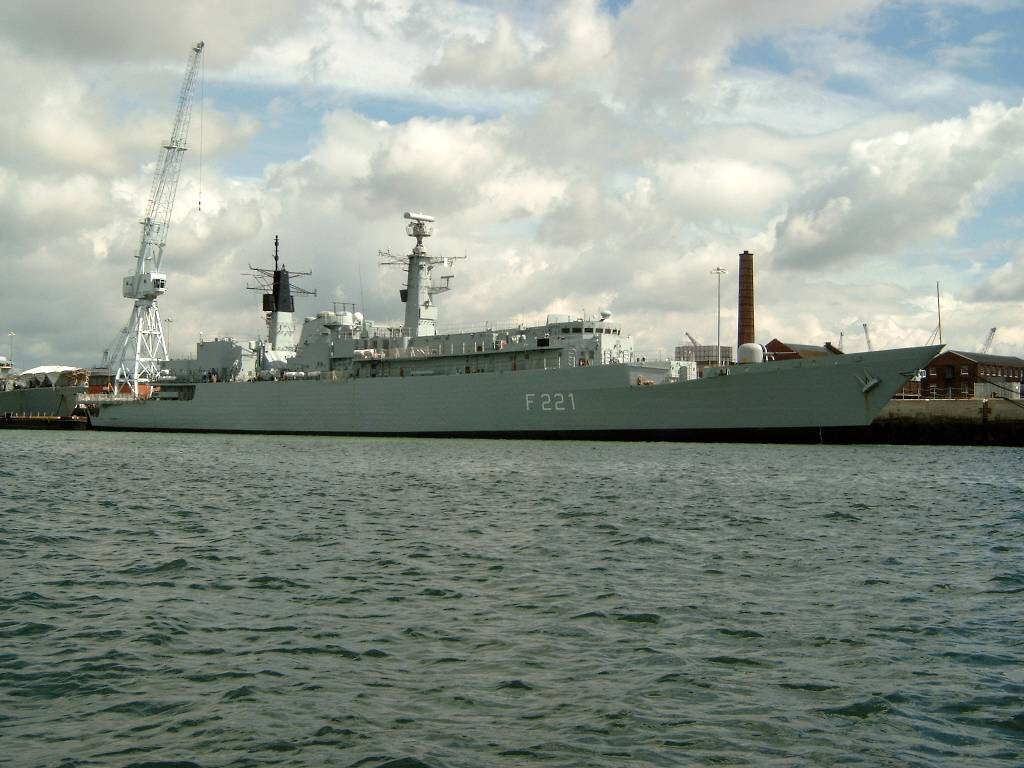
La fregata romena Regele Ferdinand ex HMS Coventry

La Broadsword ebbe meno successo, anche in questo caso operava assieme ad un caccia Type 42 per avere copertura aerea a media e alta quota, quando il 25 maggio venne attaccata da 4 Skyhawk, due dei quali la mancarono di poco con una bomba che distrusse il muso dell'elicottero. La seconda coppia attaccò il Coventry e lo "coventrizzò" distruggendolo con tre bombe. Il sistema radar del Seawolf non funzionò nel momento critico per via della bassa temperatura nel locale del calcolatore, e poi non riuscì a ingaggiare l'altra coppia che stava attaccando il caccia perché esso si frappose tra la nave e i caccia a causa di un'accostata. Così esso andò distrutto. I Seawolf vennero usati con 5 successi complessivi, ridotti a 3 più uno probabile nei riesami postbellici.

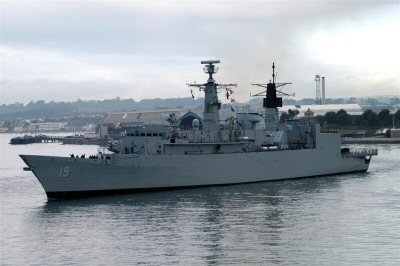
La fregata cilena Almirante Williams ex HMS Sheffield

I miglioramenti delle navi sono stati notevoli, in ogni caso, con le ultime quattro, a cominciare dalla Cornwall, note come Batch 3. Esse sono state le ultime della classe ad essere prodotte, con un totale pertanto di 14 navi invece che le 26 in origine previste, per sostituire in un rapporto di parità le Type 12. Questo per via dei ritardi, degli aumenti di costi e della prospettiva di una classe di navi nuove, la Type 23 che aveva ancora una volta come fondamentale la presenza del Seawolf, qui in una versione a lancio verticale, la Seawolf VL, con 32 rampe di lancio a prua. La classe ha avuto una carenza ulteriore, quella che una nave di tali proporzioni non ha visto come dotazione un cannone di medio calibro, nonostante la stazza. Tale problema, emerso durante il conflitto del sud Atlantico, ha comportato per l'ultimo lotto l'adozione del cannone Vickers 114mm/55 Mk 8, che ha una leggerezza notevole con gittata di 23 km e proiettili da 23 kg di peso. A parte questo, gli Exocet MM.38 vennero sostituiti con 2 lanciatori quadrupli per gli Harpoon americani, con gittata di 110 km anziché 42 e il sonar a scafo Type 2050 ha sostituito il precedente modello a scafo, da estendere come modifica a tutti i lotti.
Le Type 22 sono state via via sostituite dalle Type 23; le ultime unità in servizio, appartenenti al Batch 3, sono state radiate nel 2011.
Le prime quattro navi sono state cedute al Brasile con contratto di vendita siglato il 18 novembre 1994 e sono entrate in servizio nella marina brasiliana nella seconda metà degli anni novanta.
Anche le sei unità del Batch 2 sono state tutte dismesse dalla Royal Navy, tre delle quali cedute a marine estere. Delle tre unità che non sono state cedute all'estero due sono state affondate come bersaglio nell'agosto del 2004 ed una venduta per demolizione ad un cantiere turco nel 2001.
Delle tre unità cedute all'estero, due sono state cedute alla Romania ed una alla Marina del Cile.

## Unità
| Pennant number | Nome        | (a) Costruttori dello scafo                  | Ordine           | Impostazione      | Varo             | Accettazione in servizio | Entrata in servizio | Costo di costruzione stimato |
| Lotto 1        | Lotto 1     | Lotto 1                                      | Lotto 1          | Lotto 1           | Lotto 1          | Lotto 1                  | Lotto 1             | Lotto 1                      |
| -------------- | ----------- | -------------------------------------------- | ---------------- | ----------------- | ---------------- | ------------------------ | ------------------- | ---------------------------- |
| F88            | Broadsword  | Yarrow (Shipbuilders) Ltd, Glasgow           | 8 febbraio 1974  | 7 febbraio 1975   | 12 maggio 1976   | 21 febbraio 1979         | 4 maggio 1979       | £68 600 000                  |
| F89            | Battleaxe   | Yarrow (Shipbuilders) Ltd, Glasgow           | 5 settembre 1975 | 4 febbraio 1976   | 18 maggio 1977   | 20 dicembre 1979         | 28 marzo 1980       | £69 200 000                  |
| F90            | Brilliant   | Yarrow (Shipbuilders) Ltd, Glasgow           | 7 settembre 1976 | 25 marzo 1977     | 15 dicembre 1978 | 10 aprile 1981           | 15 maggio 1981      | £102 200 000                 |
| F91            | Brazen      | Yarrow (Shipbuilders) Ltd, Glasgow           | 21 ottobre 1977  | 18 agosto 1978    | 4 marzo 1980     | 11 giugno 1982           | 2 luglio 1982       | £112 000                     |
| Lotto 2        |             |                                              |                  |                   |                  |                          |                     |                              |
| F92            | Boxer       | Yarrow (Shipbuilders) Ltd, Glasgow           | 25 aprile 1979   | 1º novembre 1979  | 17 giugno 1981   | 23 settembre 1983        | 22 dicembre 1983    | £147 000                     |
| F93            | Beaver      | Yarrow (Shipbuilders) Ltd, Glasgow           | 25 aprile 1979   | 20 giugno 1980    | 8 maggio 1982    | 18 luglio 1984           | 13 dicembre 1984    | £148 000                     |
| F94            | Brave       | Yarrow (Shipbuilders) Ltd, Glasgow           | 27 agosto 1981   | 24 maggio 1982    | 19 novembre 1983 | 21 febbraio 1986         | 4 luglio 1986       | £166 000                     |
| F95            | London      | Yarrow (Shipbuilders) Ltd, Glasgow           | 23 febbraio 1982 | 7 febbraio 1983   | 27 ottobre 1984  | 6 febbraio 1987          | 5 giugno 1987       | £159 000                     |
| F96            | Sheffield   | Swan Hunter (Shipbuilders) Ltd, Wallsend.    | 2 luglio 1982    | 29 marzo 1984     | 26 marzo 1986    | 25 marzo 1988            | 26 luglio 1988      | £151 000                     |
| F98            | Coventry    | Swan Hunter (Shipbuilders) Ltd, Wallsend.    | 14 dicembre 1982 | 29 marzo 1984     | 8 aprile 1986    | 1º luglio 1988           | 14 ottobre 1988     | £147 000                     |
| Lotto 3        |             |                                              |                  |                   |                  |                          |                     |                              |
| F99            | Cornwall    | Yarrow (Shipbuilders) Ltd, Glasgow           | 14 dicembre 1982 | 19 settembre 1983 | 14 ottobre 1985  | 19 febbraio 1988         | 23 aprile 1988      | £131,050 000                 |
| F85            | Cumberland  | Yarrow (Shipbuilders) Ltd, Glasgow           | 27 ottobre 1984  | 12 ottobre 1984   | 21 giugno 1986   | 18 novembre 1988         | 10 giugno 1989      | £141,170 000                 |
| F86            | Campbeltown | Cammell Laird (Shipbuilders) Ltd, Birkenhead | gennaio 1985     | 4 dicembre 1985   | 7 ottobre 1987   | 24 febbraio 1989         | 27 maggio 1989      | £161,970 000                 |
| F87            | Chatham     | Swan Hunter (Shipbuilders) Ltd, Wallsend.    | 28 gennaio 1985  | 12 maggio 1986    | 20 gennaio 1988  |                          | 4 maggio 1990       | £175,280 000                 |

### Unità dismesse o cedute ad altre marine militari
| Nome        | Radiazione dalla Royal Navy | Vendita                         | Nuova Marina          | Nuovo nome              | Entrata in servizio | Destino finale                                  |
| Lotto 1     | Lotto 1                     | Lotto 1                         | Lotto 1               | Lotto 1                 | Lotto 1             | Lotto 1                                         |
| ----------- | --------------------------- | ------------------------------- | --------------------- | ----------------------- | ------------------- | ----------------------------------------------- |
| Broadsword  | 30 giugno 1995              | al Brasile il 18 novembre 1994  | Marinha do Brasil     | Greenhalgh (F46)        | 30 giugno 1995      | In servizio attivo                              |
| Brilliant   | 30 agosto 1996              | al Brasile il 18 novembre 1994  | Marinha do Brasil     | Dodsworth (F47)         | 31 agosto 1996      | Venduta per essere demolita nel 2012            |
| Brazen      | 30 agosto 1996              | al Brasile il 18 novembre 1994  | Marinha do Brasil     | Bosísio (F48)           | 31 agosto 1996      | In servizio attivo                              |
| Battleaxe   | 30 aprile 1997              | al Brasile il 18 novembre 1994  | Marinha do Brasil     | Rademaker (F49)         | 30 aprile 1997      | In servizio attivo                              |
| Lotto 2     |                             |                                 |                       |                         |                     |                                                 |
| Boxer       | 4 agosto 1999               |                                 |                       |                         |                     | Affondata come bersaglio agosto 2004            |
| Beaver      | 1º maggio 1999              |                                 |                       |                         |                     | Venduta per essere demolita il 1º febbraio 2001 |
| Brave       | 23 marzo 1999               |                                 |                       |                         |                     | Affondata come bersaglio nell'agosto 2004       |
| Sheffield   | 15 novembre 2002            | al Cile nell'aprile 2003        | Armada de Chile       | Almirante Williams (19) | 5 settembre 2003    | In servizio attivo                              |
| Coventry    | dicembre 2001               | alla Romania il 14 gennaio 2003 | Forțele Navale Române | Regele Ferdinand (F221) | 9 settembre 2004    | In servizio attivo                              |
| London      | 14 gennaio 1999             | alla Romania il 14 gennaio 2003 | Forțele Navale Române | Regina Maria (F222)     | 21 aprile 2005      | In servizio attivo                              |
| Lotto 3     |                             |                                 |                       |                         |                     |                                                 |
| Cornwall    | 23 aprile 1988              | Radiata il 30 giugno 2011       |                       |                         |                     | In attesa di demolizione                        |
| Cumberland  | 10 giugno 1989              | Radiata il 23 giugno 2011       |                       |                         |                     | In attesa di demolizione                        |
| Campbeltown | 27 maggio 1989              | Radiata nell'aprile 2011        |                       |                         |                     | In attesa di demolizione                        |
| Chatham     | 4 maggio 1990               | Radiata il 9 febbraio 2011      |                       |                         |                     | In attesa di demolizione                        |